# 梅泉橋
梅泉橋は、日本の青森県三戸郡三戸町で馬淵川にかかる青森県道134号櫛引上名久井三戸線の橋。橋長87メートル。
当時の留崎村の字梅内と泉山村を結ぶ渡し場があったところに、村が1932年（昭和7年）に木橋を架けたのが、最初の梅泉橋である。湊工業株式会社が請け負って6月11日に着工、9月30日に竣工して、10月14日に開通式が行われた。1968年（昭和43年）12月に鉄筋コンクリート橋が架けられ、今日まで地域の交通にとって重要な役割を果たしている。